# 美國愛國者法案
《美國愛國者法》（USA PATRIOT Act）是2001年10月26日由美國總統乔治·沃克·布什簽署頒佈的國會法，正式的名稱為，中文意義為「透過使用適當之手段來阻止或避免恐怖主義以團結並強化美國的法律」，取英文原名的首字縮寫簡稱為「USA PATRIOT Act」，而即英語中「愛國者」之意。
2015年5月30日，美國參議院沒有就延長本法的部分内容達成一致意見，故本法的部分条款於6月1日起失效；6月2日，作为对爱国者法的代替，修改了部分内容，尤其是第215段，終止了NSA的電話監控的《美國自由法》在国会通过，效力至2019年。該法英文名稱為「Uniting and Strengthening America by Fulfilling Rights and Ending Eavesdropping, Dragnet-collection and Online Monitoring Act」，中文直譯改為「透過完善人權與結束竊聽、警網搜索和網路監視以團結並強化美國的法律」，也依樣畫葫蘆取其字首組成「USA FREEDOM Act」，「freedom」即英文的「自由」之意。

## 內容

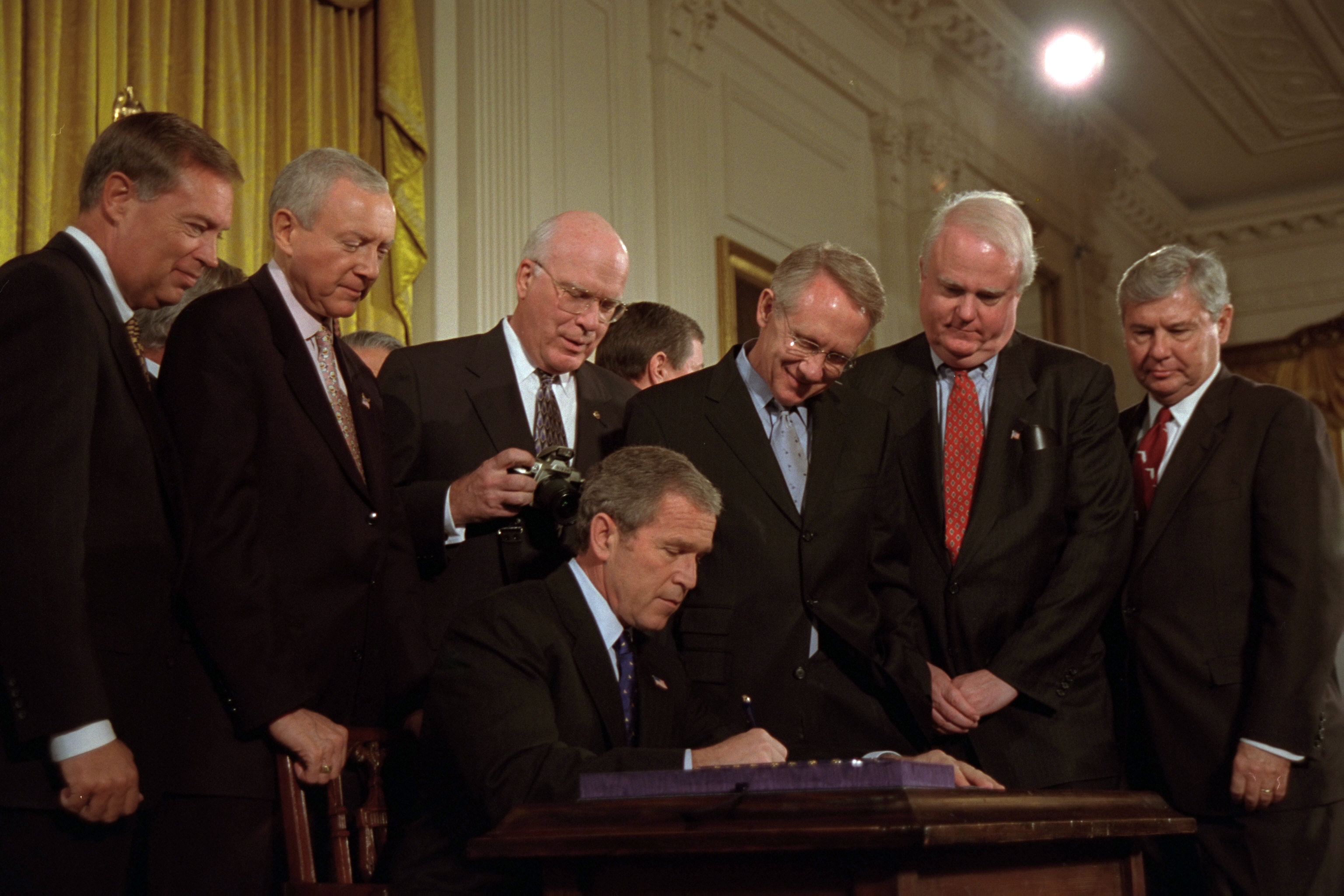
喬治·沃克·布什（執筆者）簽署《美國愛國者法》

這個法律以防止恐怖主義的目的，擴張了美國警察機關的權限。根據其內容，警察機關有權搜索電話、電子郵件通訊、醫療、財務和其他種類的記錄；減少對於美國本土外國情報單位的限制；擴張美國財政部長的權限以控制、管理金融方面的流通活動，特別是針對與外國人士或政治體有關的金融活動；並加強警察和移民管理單位對於拘留、驅逐被懷疑與恐怖主義有關的外籍人士的權力。它也延伸了恐怖主義的定義，包括國內恐怖主義，擴大了警察機關可管理的活動範圍。

## 批评
美国前共和黨眾議員讓·保羅曾在国会公开指责爱国者法是布什总统的「社会主义政策」。

## 外部連結
美國政府資源
- The USA PATRIOT Act: Preserving Life and Liberty - Department of Justice

2005年的法案更新
- H.R. 3199, Bill Summary and Status （页面存档备份，存于）
- Section-by-section summary by Senator Patrick Leahy